# The Voice (Lied)
The Voice ist ein Folk-Song, der von Brendan Graham für die Teilnahme Irlands am Eurovision Song Contest 1996 geschrieben wurde. Dort wurde er von der irischen Sängerin Eimear Quinn vorgetragen, die mit diesem Beitrag den Wettbewerb für Irland zum siebten Mal gewinnen konnte.

## Hintergrund
Brendan Graham hatte zuvor bereits das Lied Rock ’n’ Roll Kids geschrieben, den vorherigen Beitrag des Wettbewerbs 1994, bei dem Irland ebenfalls als Sieger hervorgegangen war. 1996 feierte Irland damit bereits den siebten Contestsieg. Graham hatte The Voice als Vorschlag in einer Fassung eingereicht, die er mit der neo-traditionellen keltischen Band Dervish aufgenommen hatte. Graham hatte 1995 bei einem Weihnachtskonzert des Chors Anúna in der Christ Church Cathedral in Dublin die junge Eimear Quinn singen gehört, die dort bei einem Soloauftritt eine seiner Kompositionen vortrug. Er war von ihr derart begeistert, dass er sie bat, The Voice beim Finale des „nationalen Song Contests“ im Point Theatre in Dublin vorzutragen, wo das Lied als Sieger hervorging.
| Format      | Label        | Land                               |
| ----------- | ------------ | ---------------------------------- |
| CD          | CNR Music    | Deutschland, Niederlande, Norwegen |
| CD          | Ainm Records | Irland                             |
| CD/Kassette | Polydor      | Großbritannien                     |

## Inhalt
Das Lied beginnt mit den Worten: “I hear your voice on the wind, and I hear you call out my name …” (deutsch: „Ich höre deine Stimme im Wind, und ich höre dich meinen Namen rufen …“) Die Anthropologin E. Moore Quinn hat den Liedtext in ihrem Beitrag ‘She must have come steerage:’ The Great Famine in New England Folk Memory mit der Erinnerung der irischen Einwanderer nach der großen Hungersnot verglichen, da auch in dem Lied von Hunger und Qual berichtet wird.
Zunächst scheint die Stimme zu einem Kind zu sprechen und dieses wiederholt die gehörten Worte:
| “Listen my child”, you say to me “I am the voice of your history Be not afraid, come follow me Answer my call and I’ll set you free.” | „Höre mein Kind“, sagst du zu mir „Ich bin die Stimme deiner Geschichte Fürchte dich nicht, komm und folge mir Antworte auf meinen Ruf und ich werde dich befreien.“ |

Die Stimme erzählt, sie sei im Wind und im Regen, sie sei die Stimme von Hunger und Pein, die Stimme die ewiglich nach dir ruft, eine innere Stimme, die, wie eine Erinnerung, nie vergeht. Sie kommt aus der Vergangenheit und ist in der Trauer, im Blut auf den Feldern, im Rauschen der Blätter … Die Stimme versucht zu vermitteln, dass die Wunden erst verheilen, wenn man selbst seinen Frieden gefunden hat. “I am the voice of the future, bring me your peace […] and my wounds, they will heal.” (deutsch: „Ich bin die Stimme der Zukunft, bring mir deinen Frieden […] und meine Wunden, sie werden heilen.“)

## Rezeption
Das Lied wurde seit 2007 in mehreren Alben oder bei Auftritten durch die Gruppe Celtic Woman gecovert, beispielsweise in A New Journey (2007, Lisa Kelly), The Greatest Journey – Essential Collection (2008, Lisa Kelly, Máiréad Nesbitt) oder Emerald – Musical Gems (2014, Susan McFadden, Máiréad Nesbitt).